# 2. deild Wysp Owczych (1986)
W roku 1986 odbyła się 43. edycja 2. deild Wysp Owczych – drugiej ligi piłki nożnej Wysp Owczych. W rozgrywkach brało udział 8 klubów z całego archipelagu. Klub z pierwszego miejsca awansował do 1. deild. W sezonie 1986 był to VB Vágur. Klub z ostatniego miejsca spadał do 3. deild, a w roku 1986 był to HB II Tórshavn.

## Uczestnicy
| Uczestnicy 2. deild Wysp Owczych 1985                                                                         | Uczestnicy 2. deild Wysp Owczych 1985 | Uczestnicy 2. deild Wysp Owczych 1985 | Uczestnicy 2. deild Wysp Owczych 1985 |
| --- | ------------------------------------- | ------------------------------------- | ------------------------------------- |
| Royn | Royn Hvalba                           | 2                                     |                                       |
| VB | VB Vágur                              | 3                                     |                                       |
| SÍF | SÍF Sandavágur                        | 4                                     |                                       |
| MB | MB Miðvágur                           | 5                                     |                                       |
| HBII | HB II Tórshavn                        | 6                                     |                                       |
| SÍS | SÍ Sumba                              | 7                                     |                                       |
| Spadek z 1. deild Wysp Owczych 1985                                                                           |                                       |                                       |                                       |
| ÍF | ÍF Fuglafjørður                       | 8                                     |                                       |
| Awans z 3. deild Wysp Owczych 1985                                                                            |                                       |                                       |                                       |
| EB | EB Eiði                               | 1                                     |                                       |
| Oznaczenia: - kolumna pierwsza – skróty nazw drużyn, - kolumna trzecia – miejsce zajęte w poprzednim sezonie. |                                       |                                       |                                       |

## Tabela ligowa
| Lp. | Drużyna            | M  | Z | R | P  | Bramki | Bramki | Różn. | Pkt | Uwagi              |
| --- | ------------------ | -- | - | - | -- | ------ | ------ | ----- | --- | ------------------ |
| 1   | VB Vágur (M) (A)   | 14 | 9 | 4 | 1  | 22     | 11     | +11   | 22  | Awans do 1. deild  |
| 2   | ÍF Fuglafjørður    | 14 | 8 | 5 | 1  | 26     | 11     | +15   | 21  |                    |
| 3   | Royn Hvalba        | 14 | 7 | 4 | 3  | 34     | 16     | +18   | 18  |                    |
| 4   | EB Eiði            | 14 | 5 | 3 | 6  | 19     | 23     | −4    | 13  |                    |
| 5   | MB Miðvágur        | 14 | 4 | 4 | 6  | 17     | 21     | −4    | 12  |                    |
| 6   | SÍF Sandavágur     | 14 | 5 | 1 | 8  | 24     | 26     | −2    | 11  |                    |
| 7   | SÍ Sumba           | 14 | 4 | 2 | 8  | 27     | 35     | −8    | 10  |                    |
| 8   | HB II Tórshavn (S) | 14 | 2 | 1 | 11 | 16     | 42     | −26   | 5   | Spadek do 3. deild |